# Saint François Longchamp
Pour les articles homonymes, voir Saint-François.
Ne doit pas être confondu avec Saint-François-Longchamp (commune déléguée).
Saint François Longchamp est une commune française située dans le département de la Savoie, en région Auvergne-Rhône-Alpes.
Elle est créée le 1er janvier 2017 sous le statut de commune nouvelle après la fusion de Saint-François-Longchamp avec Montaimont et Montgellafrey.

## Géographie

### Localisation
Saint François Longchamp est une commune-station de sports d'hiver de Maurienne, proche de la Combe de Savoie.
La commune est située sur la route du col de la Madeleine, col du Tour de France. Elle offre un panorama diversifié sur les massifs de Belledonne, de l'Oisans ou encore du Mont-Blanc.

## Urbanisme

### Typologie
Au 1er janvier 2024, Saint François Longchamp est catégorisée commune rurale à habitat très dispersé, selon la nouvelle grille communale de densité à sept niveaux définie par l'Insee en 2022.
Elle est située hors unité urbaine et hors attraction des villes,.

## Toponymie
Voir celle de l'ancienne commune de Saint-François-Longchamp.

## Histoire
Il convient de se reporter aux articles consacrés aux anciennes communes fusionnées.

## Politique et administration

### Communes déléguées

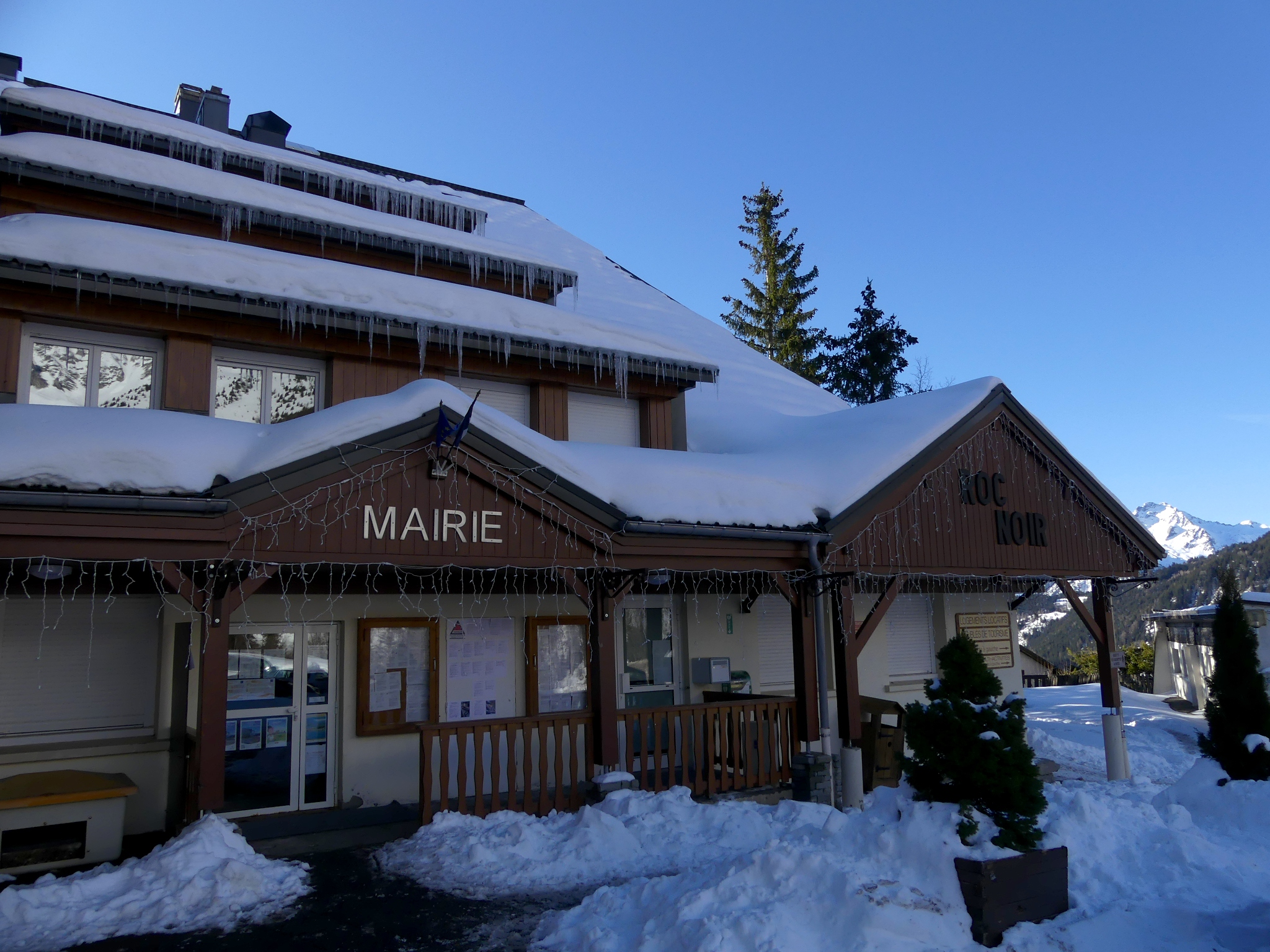
Mairie à Saint-François-Longchamp.

La commune, créée en 2017, comprend trois anciennes communes dont la population était de 461 habitants en 2014.
| Nom                                                 | Code Insee | Intercommunalité           | Superficie (km2) | Population (dernière pop. légale) | Densité (hab./km2) |
| --------------------------------------------------- | ---------- | -------------------------- | ---------------- | --------------------------------- | ------------------ |
| Saint-François-Longchamp (commune déléguée) (siège) | 73235      | CC de la Vallée du Glandon | 12,97            | 246 (2014)                        | 19                 |
| Montaimont                                          | 73163      | CC de la Vallée du Glandon | 28,35            | 151 (2014)                        | 5,3                |
| Montgellafrey                                       | 73167      | CC de la Vallée du Glandon | 19,36            | 64 (2014)                         | 3,3                |

### Liste des maires
| Période          | Période  | Identité        | Étiquette | Qualité                              |
| ---------------- | -------- | --------------- | --------- | ------------------------------------ |
| 1er janvier 2017 | En cours | Patrick Provost | DVD       | Conseiller départemental depuis 2021 |

## Population et société

### Démographie
L'évolution du nombre d'habitants est connue à travers les recensements de la population effectués dans la commune depuis sa création.

En 2022, la commune comptait 487 habitants, en évolution de −0,41 % par rapport à 2016 (Savoie : +3,63 %, France hors Mayotte : +2,11 %).
| 2015 | 2016 | 2017 | 2018 | 2022 |
| ---- | ---- | ---- | ---- | ---- |
| 460  | 489  | 517  | 545  | 487  |

## Économie

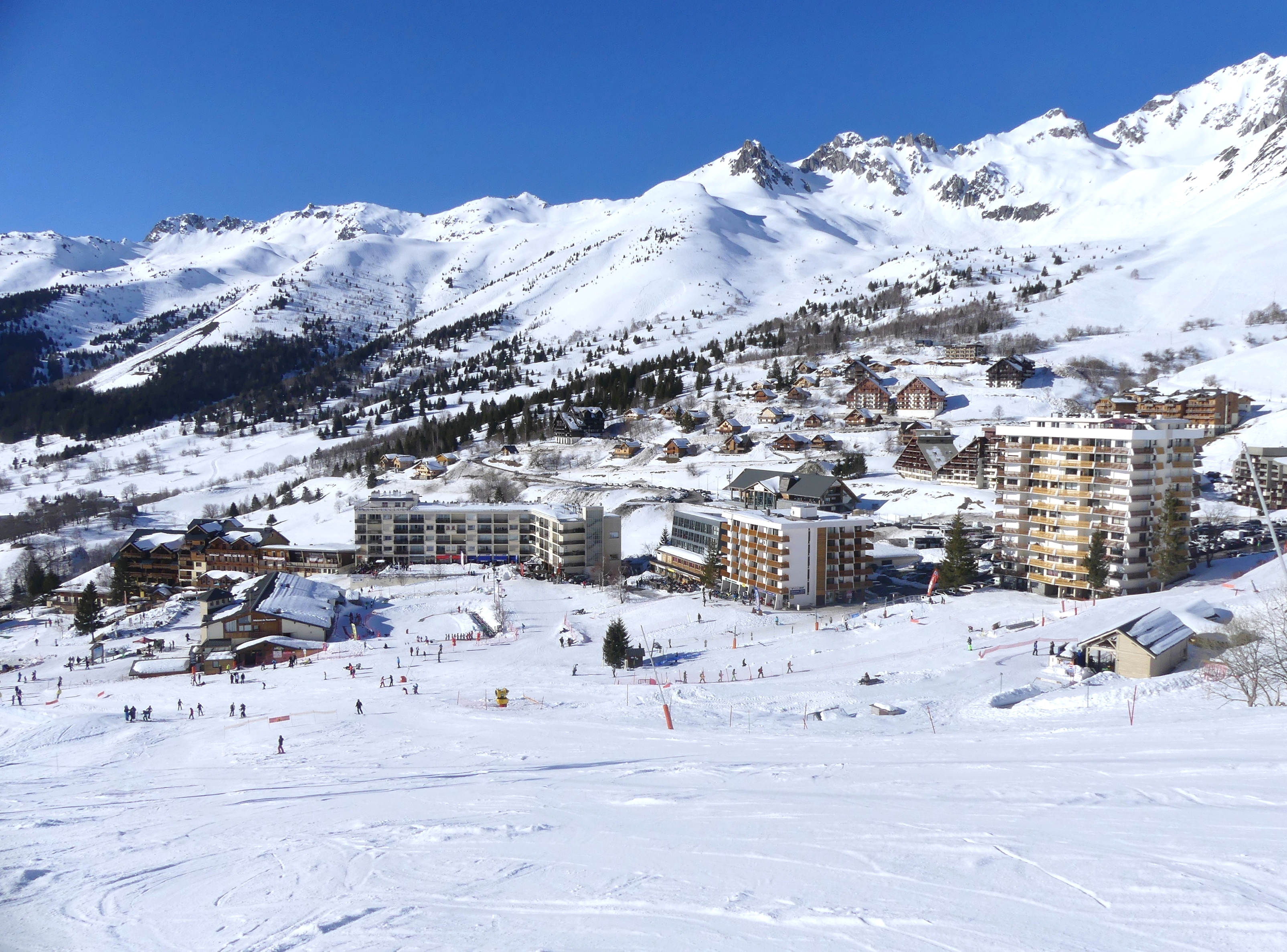
Domaine skiable et station de Saint-François-Longchamp en 2018.

Il convient de se reporter aux articles consacrés aux anciennes communes fusionnées.

## Culture locale et patrimoine

### Lieux et monuments
Il convient de se reporter aux articles consacrés aux anciennes communes fusionnées.